# Lagginhorn
Lagginhorn (4010 m n. m.) je hora ve Walliských Alpách v masivu Weissmies. Leží na území Švýcarska v kantonu Valais asi 7 km od italských hranic. Nachází se jižně od Fletschhornu a severně od Weissmiesu. 
Horu poprvé zdolali 26. srpna 1856 E. L. Ames, Franz Andenmatten a Johann Josef Imseng.

## Výstupy
- Západní hřeben (normální cesta)(obtížnost PD). Nejpoužívanější a nejjednodušší cesta. Převážně skalní chodecký terén, v horní části krátký firnový výšvih o sklonu až 40 stupňů. Východištěm je chata Weissmies hutte.
- Jižní hřeben (obtížnost AD). Ze sedla Lagginjoch skalním hřebenem na vrchol.Východištěm je chata  Hohsaas hutte.
- Západní žebro a jižní hřeben (obtížnost AD). Terén na samotném žebru je snadný (PD+), pod kótou Pt 3906 se cesta napojuje na jižní hřeben (AD). Východištěm je chata Weissmies hutte.
- Severní hřeben (obtížnost PD+). Vlastní hřeben začíná v sedle Fletsjoch (3694 m n. m.), přístup sem zahrnuje traverz Fletschhornu. Východištěm je chata Weissmies hutte.